# Lena Gercke

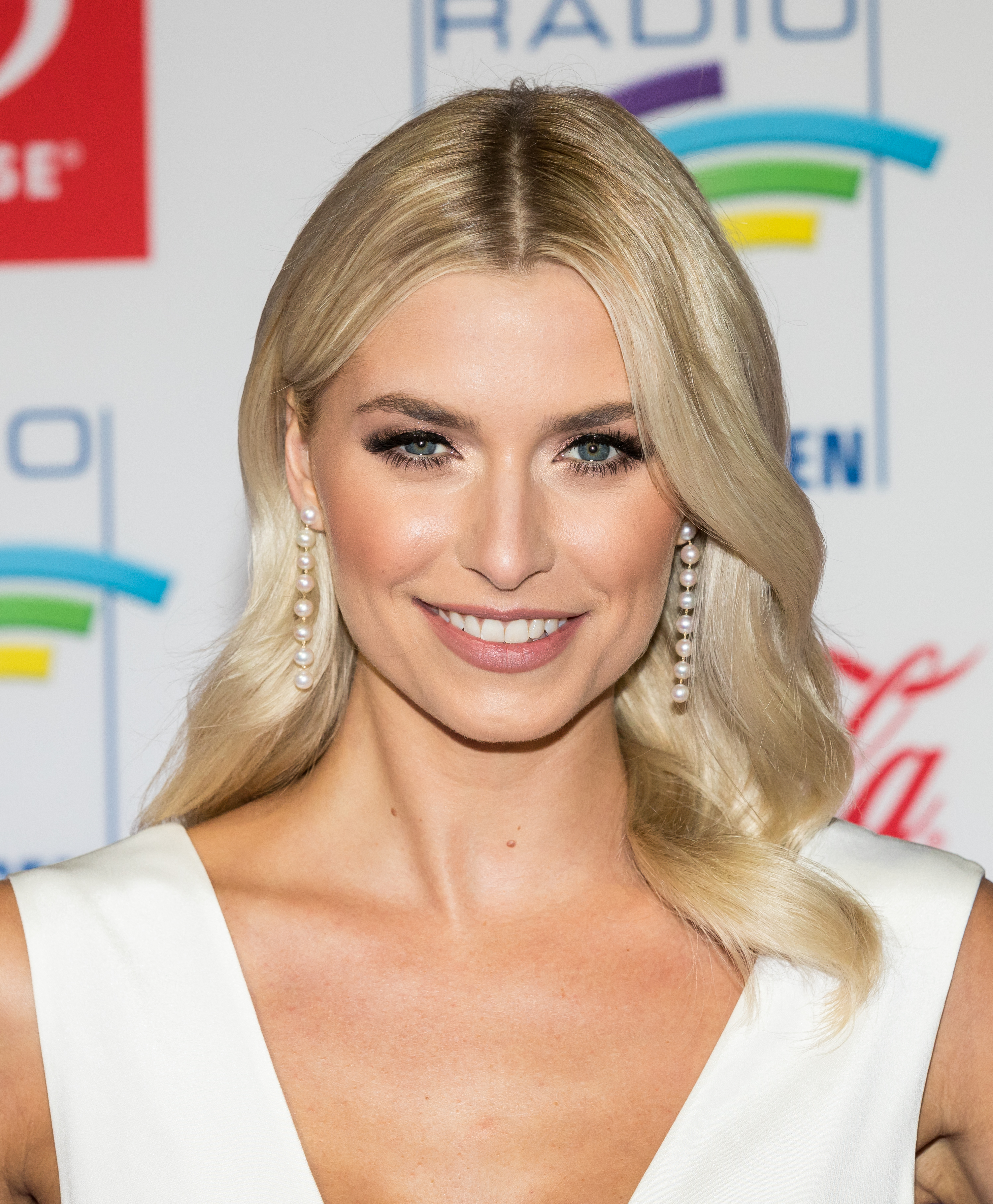
Lena Gercke (2018)

Lena Johanna Gercke (* 29. Februar 1988 in Marburg) ist ein deutsches Model und Fernsehmoderatorin. Sie gewann 2006 die erste Staffel von Germany’s Next Topmodel und moderierte von 2009 bis 2012 die ersten vier Staffeln von Austria’s Next Topmodel.

## Leben

### Karriere

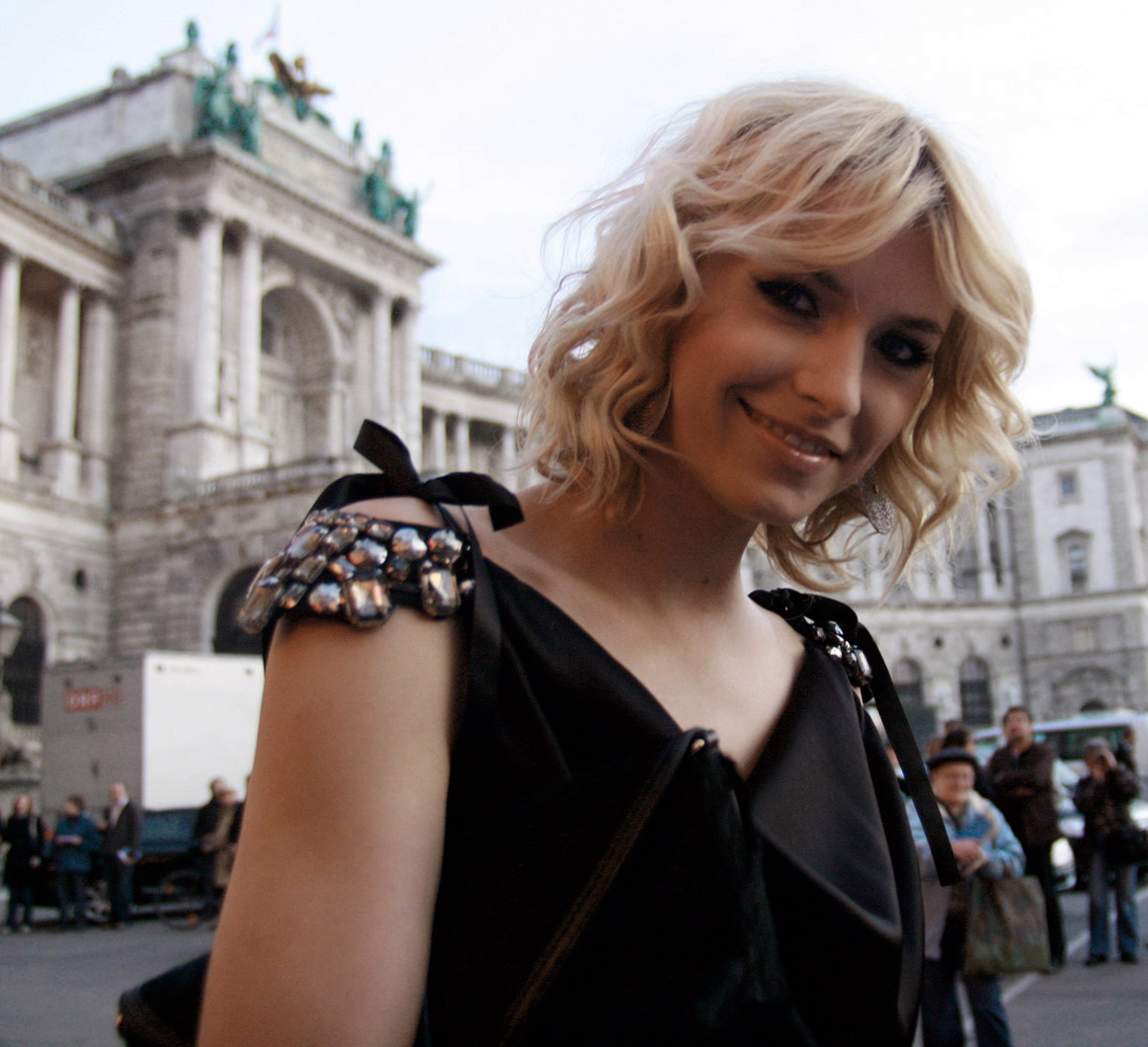
Gercke (2011)

Im August 2004 wurde Gercke auf einem regionalen Casting für eine Fastfood-Kette entdeckt und anschließend für Fotoshootings und den Laufsteg gebucht. Anfang 2006 nahm sie an der ersten Staffel der vom Fernsehsender ProSieben ausgestrahlten Castingshow Germany’s Next Topmodel teil. Am 29. März 2006 wurde sie zur Siegerin des Wettbewerbs gekürt, erhielt einen Vertrag mit der Modelagentur IMG Models und erschien auf dem Titelbild der Deutschlandausgabe der Cosmopolitan.
Gercke machte unter anderem Werbung für Oui Set, Windows Live und Katjes. Sie zierte verschiedene Cover von deutschen und internationalen Magazinen. Anfang 2009 lief sie zum dritten Mal für verschiedene Designer auf der Berlin Fashion Week. Ihr Vertrag mit IMG Models endete 2010. Der Vertrag mit ONEeins wurde 2012 aufgelöst. Von 2009 bis 2012 moderierte sie Austria’s Next Topmodel bei Puls 4; am 11. April 2013 erstmals das ProSieben-Magazin red!. 2013 und 2014 saß sie in der Sendung Das Supertalent neben Dieter Bohlen, Bruce Darnell und Guido Maria Kretschmer in der Jury.
Im August 2015 moderierte sie bei ProSieben die Show Prankenstein und zeigte mit versteckter Kamera gefilmte Streiche. Seit Herbst 2015 moderiert sie zusammen mit Thore Schölermann die Castingshow The Voice of Germany. Im November 2016 moderierte sie die Tanzshow Deutschland tanzt.
Im Mai 2017 trat sie bei der ProSieben-Spielshow Schlag den Star gegen Lena Meyer-Landrut an, der sie nach sechs Stunden und 15 Spielrunden unterlag. Ebenfalls im Mai 2017 wurde sie mit dem About You Award in der Kategorie Fashion ausgezeichnet.
2017 hatte sie im Film Die Schlümpfe – Das verlorene Dorf eine Rolle als Synchronsprecherin der Schlumpfblüte.
Seit Februar 2018 ist sie Teil der Expertenjury in der Erfindershow Das Ding des Jahres auf ProSieben.
Seit 2019 hat sie bei About You ihre eigene Modemarke LeGer by Lena Gercke. Im März 2020 war Gercke auf dem Cover des Wirtschaftsmagazins Forbes. 2019 sowie 2021 war Gercke Gastjurorin bei Germany’s Next Topmodel.

### Persönliches
Lena Gerckes Eltern Elvira und Uwe Gercke (1955–2017) trennten sich, als sie noch ein Kind war. Nach der Trennung wuchs sie bei ihrer Mutter in Cloppenburg auf und legte im Jahr nach ihrer Teilnahme an Germany’s Next Topmodel an der Liebfrauenschule Cloppenburg das Abitur ab. Bis zur Trennung im Dezember 2009 lebte sie mit Jay Khan in Berlin. Von 2011 bis 2015 war sie mit dem Fußballer Sami Khedira zusammen, mit dem sie vorwiegend in der Nähe von Madrid lebte.
Von Sommer 2015 bis Mai 2018 war sie in einer Beziehung mit Kilian Müller-Wohlfahrt. Seit April 2019 ist ihre Beziehung mit Dustin Schöne – Regisseur und Inhaber einer Produktionsfirma – bekannt. Im Juli 2020 wurden sie Eltern einer Tochter. Im Dezember 2022 wurden sie erneut Eltern einer Tochter.
Gercke hat eine Schwester und zwei Halbschwestern. Ihre Halbschwester Yana Gercke – die eine iranische Mutter hat – wurde 2012 Dritte der Castingshow Unser Star für Baku und nahm 2014 außer Konkurrenz als Überraschung für ihre Schwester an der Castingshow Das Supertalent teil.

## Filmografie

### Filme
- 2017: Bullyparade – Der Film (Gastauftritt)

### Serien
- 2017: Ketapan

### Fernsehen
- 2006: Germany’s Next Topmodel, ProSieben (Castingshow-Teilnehmerin)
- 2009–2012: Austria’s Next Topmodel, Puls 4 (Moderatorin)
- 2013–2014: red!, ProSieben (Moderatorin)
- 2013–2014: Das Supertalent, RTL (Jurymitglied)
- 2013: sonntags.live, RTL (Gastauftritt)
- 2015–2016: Prankenstein, ProSieben (Moderatorin)
- 2015–2021: The Voice of Germany, ProSieben (Moderatorin)
- 2016: Deutschland tanzt, ProSieben (Moderatorin)
- 2017–2019: About You Awards, ProSieben (Moderatorin)
- 2018–2019: The Voice Senior (Moderatorin)
- 2018–2020: Das Ding des Jahres, ProSieben (Jurymitglied)
- 2019, 2021: Germany’s Next Topmodel (Gastjurorin)
- 2019; 2021: Joko und Klaas gegen ProSieben (Gast)
- 2025: Wer weiß denn sowas? XXL, ARD (Gast)
- 2025: TV total – Aber mit Gast, ProSieben (Gast)

### Sonstiges
- 2018: Auftritt im Musikvideo Fan von Dir (Bengio)